# 张书坤
张书坤（1925年4月—2021年12月3日），河北深县人，中国人民解放军将领、中国人民解放军中将。

## 生平
1925年4月，张书坤出生在河北省深县（今深州市）。1940年4月参加八路军，1940年8月加入中国共产党。张书坤参加了中国抗日战争和第二次国共内战。1990年4月退役。2021年12月3日，张书坤在湖北省武汉市去世。
1988年，授予中国人民解放军中将，曾任总后勤部后方基地指挥部司令员。